# فرانك ويليامز
فرانك ويليامز (بالإنجليزية: Frank Williams)‏ (و. 1942  م) هو مدرب رياضة، بريطاني.

## التعليم
تعلم في كلية القديس يوسف في دومفريز ‏.

## جوائز
حصل على جوائز منها:
- قائد وسام الامبراطورية البريطانية
- وسام جوقة الشرف من رتبة فارس.